# Kay Bojesen
Kay Bojesen (Copenhagen, 15 de agosto de 1886-Gentofte, 28 de agosto de 1958) fue un artesano platero y diseñador danés. Es conocido por sus juguetes de madera, en especial por su mono, que fue exhibido en el museo Victoria and Albert de Londres en los años cincuenta y que hoy en día se considera un clásico del diseño.

## Biografía
Bojesen nació el 15 de agosto de 1886 en Copenhague, Dinamarca. Primero se formó como tendero, pero en 1906 empezó a trabajar para el platero danés Georg Jensen . El Museo Danés de Arte y Diseño (<i>Designmuseum Denmark</i>) describe sus primeros trabajos como de estilo Art Nouveau, esto probablemente debido a la influencia de Jensen.

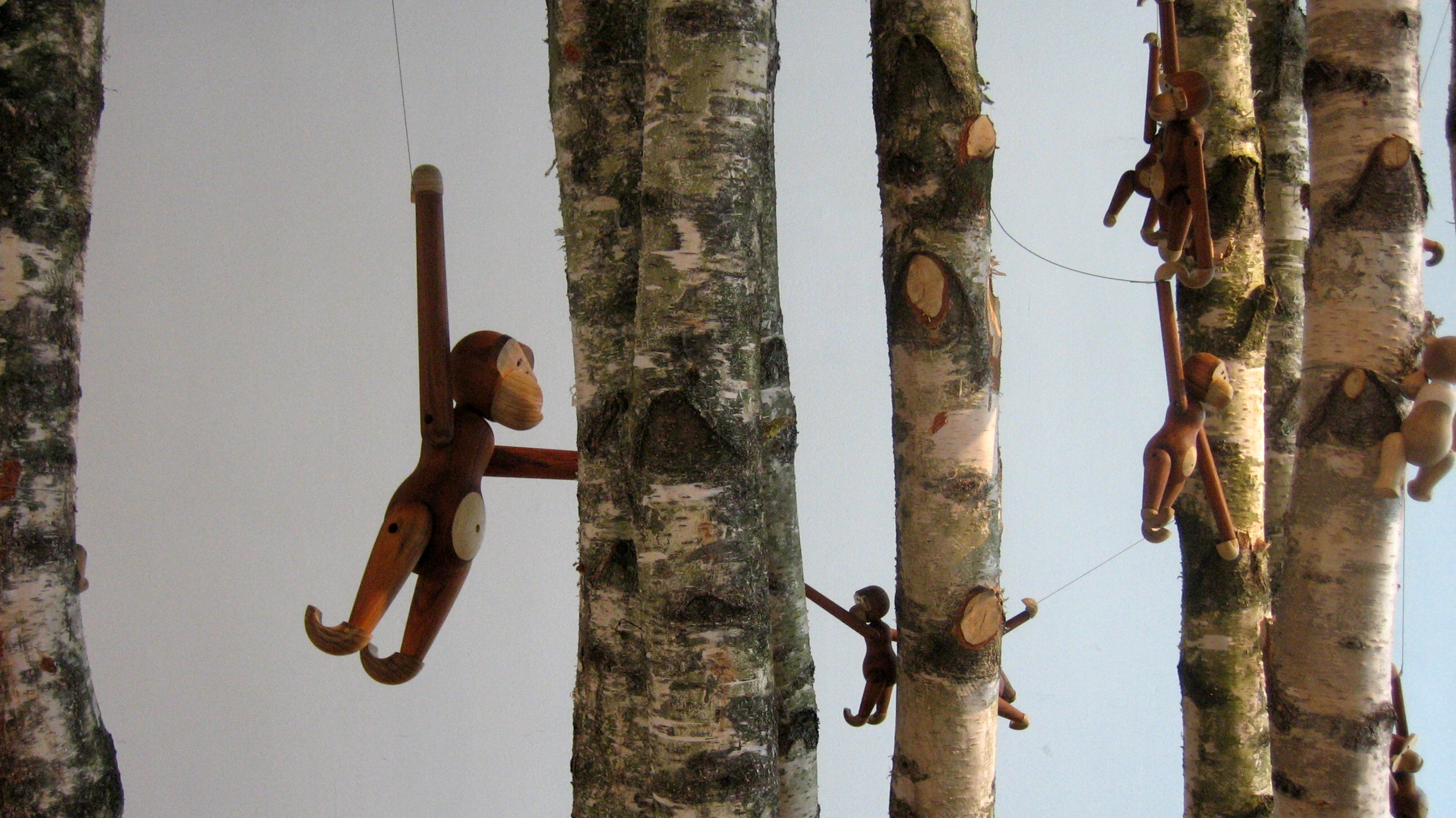
El mono de madera de Bojesen en el Centro de Diseño Danés de Copenhague

En 1922, Bojesen comenzó a diseñar juguetes de madera con extremidades móviles y normalmente de entre 20 y 30 cm. de alto. Entre ellos se encontraban un mono de teca (Tectona grandis) y limba (Terminalia superba) (1951), un elefante de roble, un oso de roble y arce, un caballito de madera de haya, un loro, un perro salchicha y soldaditos de juguete de la Guardia Real danesa, entre ellos un baterista, un soldado con rifle y un abanderado. En 1990, la casa de diseño danesa Rosendahl compró los derechos de los juguetes.
En 1931, Bojesen fue uno de los fundadores clave de la galería y tienda de exposiciones de diseño llamada "Den Permanente" (El Permanente), un colectivo cuyo objetivo era exhibir lo mejor del diseño danés.

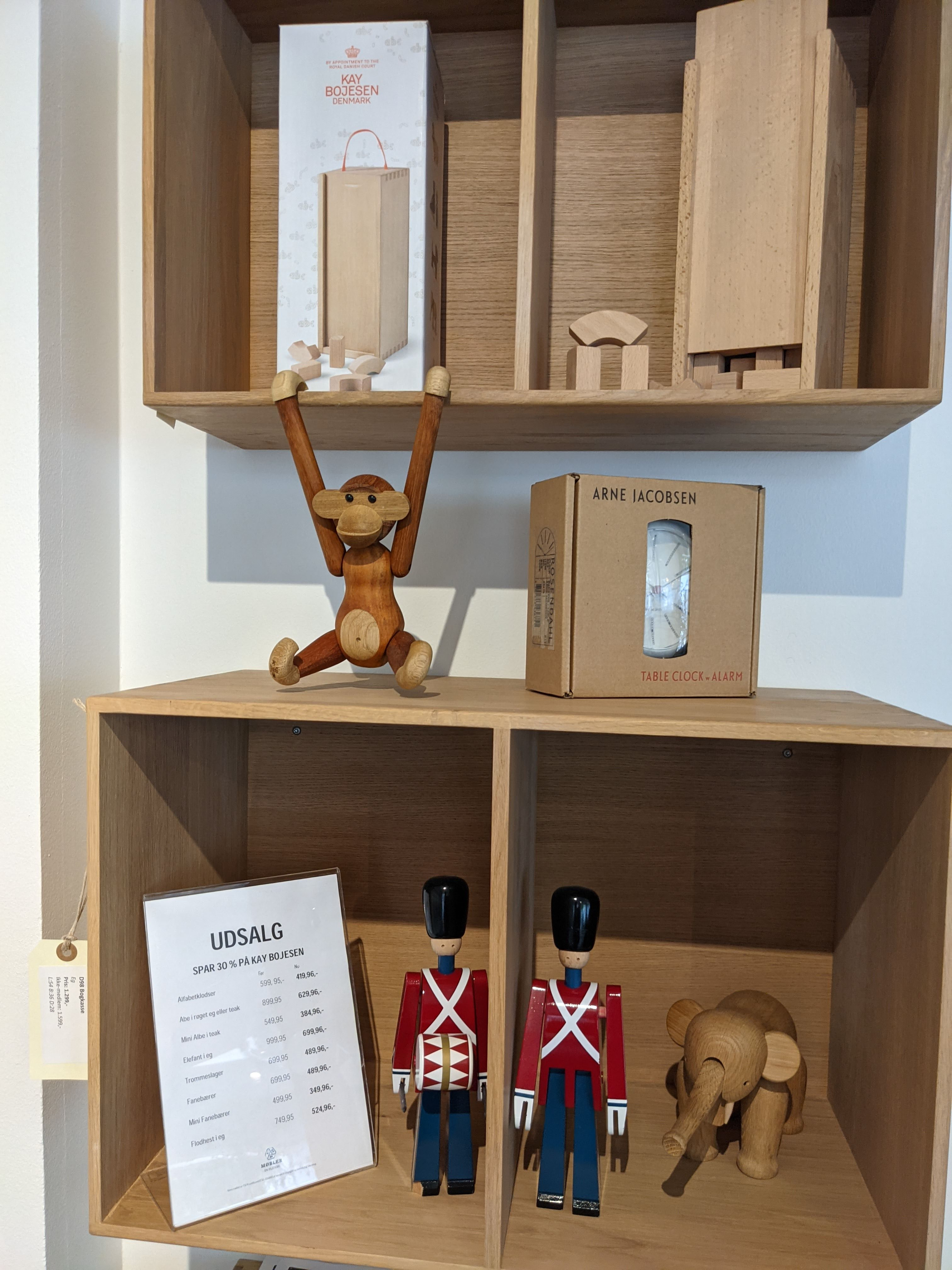
Juguetes de Kay Bojesen a la venta

Bojesen también diseñó muebles para niños, joyas y artículos para el hogar. Un juego de cubiertos de acero inoxidable que diseñó en 1938 ganó el Gran Premio en la IX Trienal de Milán de 1951, por lo que Bojesen llamó al juego "Gran Prix".  Hoy en día, la cubertería Grand Prix ha sido relanzada y está siendo fabricada por la nieta de Kay Bojesen, Susanne Bojesen Rosenqvist. El Grand Prix es conocido como la cubertería nacional de Dinamarca y se puede encontrar en todas las embajadas danesas del mundo.

## Legado
Bojesen fallece el 28 de agosto de 1958, a la edad de 72 años, pero su tienda en Copenhague, la cual fundó en 1932, funcionó hasta los años ochenta. Tras su muerte, su viuda Erna Bojesen continuó con su funcionamiento hasta su muerte en 1986.
Bojesen era miembro honorario de la Asociación Nacional de Artes y Oficios Daneses y fue reconocido por sus juguetes por el Comité Nacional Danés de la OEMP (Organización Mundial para la Educación Infantil). 
Sus piezas originales de a mediados del siglo XX y las versiones de mayor tamaño de los juguetes, suelen ser objetos de colección de alto valor además de ser piezas de museo. 

## Honores
- 1951: Gran Premio de la Trienal de Milán (Grand Prix)
- 1955: Caballero de la Orden de Dannebrog (Ridder af Dannebrog)